# Thiên Trấn
Thiên Trấn (chữ Hán giản thể:天镇县, âm Hán Việt: Thiên Trấn huyện) là một huyện thuộc thành phố Đại Đồng, tỉnh Sơn Tây, Cộng hòa Nhân dân Trung Hoa. Huyện Thiên Trấn có diện tích 1635 km², dân số năm 2002 là 210.000 người. Huyện Thiên Trấn được chia thành các đơn vị hành chính gồm 5 trấn, 6 hương.
- Trấn: Ngọc Tuyền, Cốc Tiền Bảo, Mễ Tân Loan, Đãi Gia Loan, Tân Bình Bảo.
- Hương: Tam Thập Lý Phố, Nam Hà Bảo, Cố Gia Truân, Triệu Gia Câu, Nam Cao Nhai, Trương Tây Hà.

## Khí hậu
| Dữ liệu khí hậu của Thiên Trấn, elevation 1.015 m (3.330 ft), (1991–2020 normals, extremes 1981–2010) | Dữ liệu khí hậu của Thiên Trấn, elevation 1.015 m (3.330 ft), (1991–2020 normals, extremes 1981–2010) | Dữ liệu khí hậu của Thiên Trấn, elevation 1.015 m (3.330 ft), (1991–2020 normals, extremes 1981–2010) | Dữ liệu khí hậu của Thiên Trấn, elevation 1.015 m (3.330 ft), (1991–2020 normals, extremes 1981–2010) | Dữ liệu khí hậu của Thiên Trấn, elevation 1.015 m (3.330 ft), (1991–2020 normals, extremes 1981–2010) | Dữ liệu khí hậu của Thiên Trấn, elevation 1.015 m (3.330 ft), (1991–2020 normals, extremes 1981–2010) | Dữ liệu khí hậu của Thiên Trấn, elevation 1.015 m (3.330 ft), (1991–2020 normals, extremes 1981–2010) | Dữ liệu khí hậu của Thiên Trấn, elevation 1.015 m (3.330 ft), (1991–2020 normals, extremes 1981–2010) | Dữ liệu khí hậu của Thiên Trấn, elevation 1.015 m (3.330 ft), (1991–2020 normals, extremes 1981–2010) | Dữ liệu khí hậu của Thiên Trấn, elevation 1.015 m (3.330 ft), (1991–2020 normals, extremes 1981–2010) | Dữ liệu khí hậu của Thiên Trấn, elevation 1.015 m (3.330 ft), (1991–2020 normals, extremes 1981–2010) | Dữ liệu khí hậu của Thiên Trấn, elevation 1.015 m (3.330 ft), (1991–2020 normals, extremes 1981–2010) | Dữ liệu khí hậu của Thiên Trấn, elevation 1.015 m (3.330 ft), (1991–2020 normals, extremes 1981–2010) | Dữ liệu khí hậu của Thiên Trấn, elevation 1.015 m (3.330 ft), (1991–2020 normals, extremes 1981–2010) |
| Tháng                                                                                                 | 1 | 2 | 3 | 4 | 5 | 6 | 7 | 8 | 9 | 10 | 11 | 12 | Năm                                                                                                   |
| --- | --- | --- | --- | --- | --- | --- | --- | --- | --- | --- | --- | --- | --- |
| Cao kỉ lục °C (°F)                                                                                    | 11.0 (51.8)                                                                                           | 18.1 (64.6)                                                                                           | 25.0 (77.0)                                                                                           | 32.1 (89.8)                                                                                           | 36.2 (97.2)                                                                                           | 38.1 (100.6)                                                                                          | 38.1 (100.6)                                                                                          | 35.5 (95.9)                                                                                           | 34.7 (94.5)                                                                                           | 28.1 (82.6)                                                                                           | 21.3 (70.3)                                                                                           | 14.3 (57.7)                                                                                           | 38.1 (100.6)                                                                                          |
| Trung bình ngày tối đa °C (°F)                                                                        | −2.8 (27.0)                                                                                           | 2.0 (35.6)                                                                                            | 9.1 (48.4)                                                                                            | 17.4 (63.3)                                                                                           | 23.8 (74.8)                                                                                           | 27.6 (81.7)                                                                                           | 28.7 (83.7)                                                                                           | 27.2 (81.0)                                                                                           | 22.7 (72.9)                                                                                           | 15.4 (59.7)                                                                                           | 6.1 (43.0)                                                                                            | −1.3 (29.7)                                                                                           | 14.7 (58.4)                                                                                           |
| Trung bình ngày °C (°F)                                                                               | −10.4 (13.3)                                                                                          | −5.8 (21.6)                                                                                           | 1.5 (34.7)                                                                                            | 9.7 (49.5)                                                                                            | 16.5 (61.7)                                                                                           | 20.6 (69.1)                                                                                           | 22.3 (72.1)                                                                                           | 20.5 (68.9)                                                                                           | 15.1 (59.2)                                                                                           | 7.8 (46.0)                                                                                            | −1.1 (30.0)                                                                                           | −8.2 (17.2)                                                                                           | 7.4 (45.3)                                                                                            |
| Tối thiểu trung bình ngày °C (°F)                                                                     | −16.8 (1.8)                                                                                           | −12.4 (9.7)                                                                                           | −5.3 (22.5)                                                                                           | 2.0 (35.6)                                                                                            | 8.8 (47.8)                                                                                            | 13.7 (56.7)                                                                                           | 16.3 (61.3)                                                                                           | 14.5 (58.1)                                                                                           | 8.3 (46.9)                                                                                            | 1.3 (34.3)                                                                                            | −6.8 (19.8)                                                                                           | −14.1 (6.6)                                                                                           | 0.8 (33.4)                                                                                            |
| Thấp kỉ lục °C (°F)                                                                                   | −37.4 (−35.3)                                                                                         | −28.3 (−18.9)                                                                                         | −21.0 (−5.8)                                                                                          | −10.0 (14.0)                                                                                          | −4.8 (23.4)                                                                                           | 0.3 (32.5)                                                                                            | 6.8 (44.2)                                                                                            | 3.3 (37.9)                                                                                            | −2.3 (27.9)                                                                                           | −10.9 (12.4)                                                                                          | −27.7 (−17.9)                                                                                         | −32.2 (−26.0)                                                                                         | −37.4 (−35.3)                                                                                         |
| Lượng Giáng thủy trung bình mm (inches)                                                               | 1.4 (0.06)                                                                                            | 2.8 (0.11)                                                                                            | 7.4 (0.29)                                                                                            | 17.9 (0.70)                                                                                           | 35.7 (1.41)                                                                                           | 62.7 (2.47)                                                                                           | 105.0 (4.13)                                                                                          | 77.0 (3.03)                                                                                           | 53.9 (2.12)                                                                                           | 21.8 (0.86)                                                                                           | 7.7 (0.30)                                                                                            | 1.5 (0.06)                                                                                            | 394.8 (15.54)                                                                                         |
| Số ngày giáng thủy trung bình (≥ 0.1 mm)                                                              | 1.3                                                                                                   | 2.0                                                                                                   | 3.6                                                                                                   | 4.6                                                                                                   | 7.2                                                                                                   | 12.0                                                                                                  | 13.6                                                                                                  | 11.5                                                                                                  | 9.2                                                                                                   | 5.3                                                                                                   | 3.0                                                                                                   | 1.2                                                                                                   | 74.5                                                                                                  |
| Số ngày tuyết rơi trung bình                                                                          | 2.5                                                                                                   | 3.5                                                                                                   | 3.8                                                                                                   | 1.9                                                                                                   | 0.1                                                                                                   | 0 | 0 | 0 | 0 | 0.5                                                                                                   | 3.3                                                                                                   | 2.2                                                                                                   | 17.8                                                                                                  |
| Độ ẩm tương đối trung bình (%)                                                                        | 52 | 46 | 41 | 37 | 40 | 53 | 67 | 70 | 64 | 56 | 54 | 51 | 53 |
| Số giờ nắng trung bình tháng                                                                          | 199.8                                                                                                 | 202.6                                                                                                 | 240.3                                                                                                 | 253.4                                                                                                 | 274.6                                                                                                 | 250.7                                                                                                 | 248.8                                                                                                 | 243.6                                                                                                 | 223.7                                                                                                 | 223.4                                                                                                 | 192.8                                                                                                 | 189.1                                                                                                 | 2.742,8                                                                                               |
| Phần trăm nắng có thể                                                                                 | 67 | 67 | 64 | 63 | 61 | 56 | 55 | 58 | 61 | 66 | 65 | 66 | 62 |
| Nguồn: China Meteorological Administration                                                            | | | | | | | | | | | | | |